# آروون شونفيلد
آروون شونفيلد (بالعبرية: ארון שוינפלד‏) (بالإنجليزية: Aaron Schoenfeld)‏ (17 أبريل 1990 بنوكسفيل في الولايات المتحدة - ) هو لاعب كرة قدم أمريكي وإسرائيلي في مركز الهجوم. لعب مع كولومبوس كرو ومكابي نتانيا ونادي هبوعيل تل أبيب وDayton Dutch Lions ‏ وGPS Portland Phoenix ‏.

## روابط خارجية
- آروون شونفيلد على موقع الدوري الأمريكي (الإنجليزية)
- آروون شونفيلد على موقع قاعدة بيانات كرة القدم.إي يو (الإنجليزية)
- آروون شونفيلد على موقع Soccerway.com (الإنجليزية)
- آروون شونفيلد على موقع عالم كرة القدم.نت (الإنجليزية)
- آروون شونفيلد على موقع AS.com (الإسبانية)